# Nevland (album)
Nevland is het tweede studioalbum van Audiotransparent.

## Track listing
Alle nummers geschreven door Audiotransparent.
1. "Draw yourself a tree"
2. "The friday of our lives"
3. "This city will outlive us"
4. "September waltz"
5. "Cold shore"
6. "Vague mm"
7. "Last years resolutions"
8. "The run in"
9. "Fin"

## Muzikanten
- Bart Looman - zang, bas, gitaar
- Andreas Willemse - viool, piano, optigan, zang
- Gijs van Veldhuizen - gitaar, zang
- Evert-Jan Luchies - drums
- Michel Weber - drums, zang
- Chris van der Ploeg - gitaar, zang

en
- Corno Zwetsloot - gitaar, samples
- Margot Weel - viool in "September waltz" en "Vague mm"
- Boudelot Hermans - viool in "September waltz" en "Vague mm"
- Jochem Kooi - cello in "September waltz" en "Vague mm"
- Jan Dekker - trompet in "The friday of our lives"